# Bitka pri Matson's Fordu
Bitka pri Matson's Fordu je bila bitka v filadelfijski kampanji v ameriški revolucionarni vojni, ki se je odvila 11. decembra 1777 na območju okoli Matson's Forda (rečni prehod) v današnjem Conshohocken, Pensilvanija). V tej seriji manjših spopadov so predhodne patrulje pensilvanijske milice naletele na britansko odpravo za iskanje hrane in bile poražene. Britanci so prodrli do Matson's Forda, kjer so se enote kontinentalne armade prebijale čez reko Schuylkill. Američani so se umaknili na drugo stran in uničili svoj začasni most čez Schuylkill. Britanci so naslednji dan zapustili območje, da bi nadaljevali iskanje hrane drugje; kontinentalci so prečkali reko pri Swede's Fordu (današnji Norristown, Pensilvanija) do Bridgeporta v Pensilvaniji, nekaj kilometrov gorvodno od Matson's Forda.